# Jaderná elektrárna Paks
Jaderná elektrárna Paks (výsl. [pakš], maďarsky Paksi Atomerőmű) je situována přibližně 5 km od města Paks ve středním Maďarsku, asi 100 km jižně od Budapešti. Je jedinou atomovou elektrárnou na území Maďarska, ale svými čtyřmi reaktory (VVER-440 typ 213) pokrývá téměř 50 % celkové výroby elektrické energie v zemi. To odpovídá zhruba jedné třetině spotřeby, protože Maďarsko dovozem pokrývá v průměru 28 % své spotřeby. V některých dnech kryje import dokonce více než polovinu domácí spotřeby.
V roce 2003 zde došlo k havárii a do vzduchu uniklo menší množství radioaktivity.
V lokalitě probíhá výstavba dalších dvou bloků na základě smlouvy s ruským Rosatomem a úvěru od ruského státu. Tato elektrárna bude organizačně oddělena od stávajících bloků, a tak zde vznikají dvě samostatné jaderné elektrárny – Paks provozovaná společností MVM Paksi Atomerőmű Zrt. a Paks II provozovaná společností Paks II. Zrt. První reaktor z těchto bloků má být uveden do provozu v roce 2032.

## Jaderná elektrárna Paks
V původní jaderné elektrárně Paks stojí čtveřice bloků VVER-440 V213 z 80. let 20. stol. Bloky byly stavěny za výrazné účasti československých firem a v současnosti se počítá s jejich provozem v délce 70 let, takže budou odstavovány v 50. letech 21. století.

### Výstavba
Mezivládní dohoda mezi Maďarskem a tehdejším Sovětským svazem o výstavbě jaderné elektrárny byla podepsána v roce 1966 a o rok později byla vybrána lokalita u obce Paks. V roce 1971 si Maďarsko objednalo výstavbu dvou bloků o celkovém výkonu 880 MWe a stavební práce začaly v roce 1974. Na to navázala výstavba druhého dvojbloku, která začala v roce 1979. Všechny čtyři bloky jsou typu VVER-440 V213.
Do výstavby byly ve velké míře zapojeny i české firmy, takže do Maďarska byly například dodány komplety reaktorů vyrobené v plzeňské firmě Škoda JS a její zaměstnanci zajišťovali i šéfmontáž reaktorů. V pozdějších letech firma do Pakse dodávala pohony řídicích tyčí, vložené tyče, utahováky a kanály měření neutronového toku.

### Modernizace
Původní provozní povolení pro jednotlivé bloky měla vypršet v letech 2012 až 2017, ale studie proveditelnosti prodloužení provozu provedená v roce 2000 (aktualizovaná o pět let později) nenašla žádné technické nebo bezpečnostní překážky pro 20leté prodloužení. Začal rozsáhlý modernizační program, který měl toto prodloužení umožnit a který pokračoval i v nedávných letech. V současnosti Maďarsko počítá s tím, že bloky budou provozovány do let 2032 až 2037. Další prodlužování zatím není ve hře, ale státní zmocněnec pro projekt Paks II Pál Kovács v březnu 2020 řekl, že po dokončení nových bloků se bude znovu řešit budoucí pokrytí spotřeby elektřiny a že v té době může přijít řeč na další prodloužení.
Modernizace v maďarských jaderných blocích probíhaly už dříve a kromě jiného měly za cíl zvýšit jejich výkon. Práce probíhaly ve dvou fázích od 90. let 20. stol. a skončily v roce 2009 zvýšením výkonu všech bloků na 500–510 MWe. Součástí bylo zavedení nových modifikací jaderného paliva dodávaného ruským TVELem, modernizaci systému vnitroreaktorového měření, úpravy turbíny a dalších součástí elektrárny.

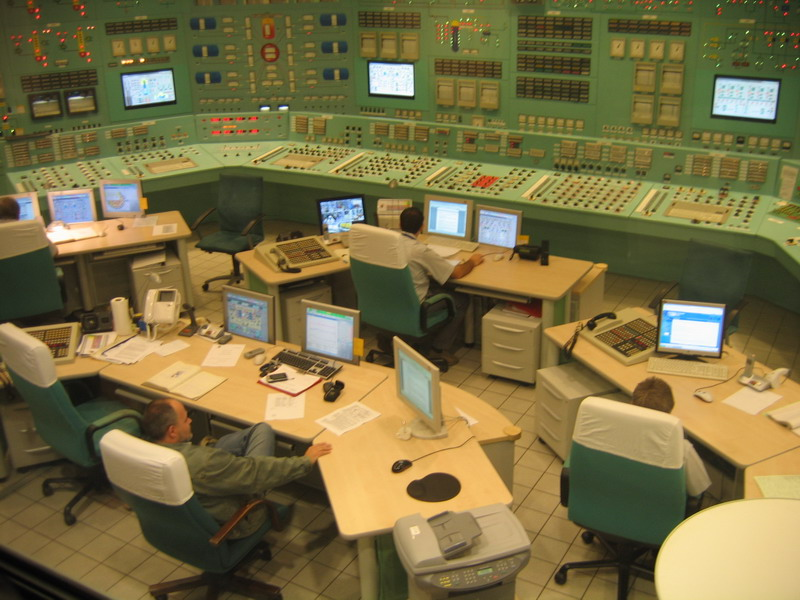
Bloková dozorna

Do modernizace byly zapojeny ve velké míře i české společnosti, které zde využily své zkušenosti s modernizací domácích bloků VVER-440. V roce 2015 podepsala Škoda JS s provozovatelem elektrárny Paks smlouvu o modernizaci systémů kontroly a řízení v hodnotě 1 miliardy korun. S firmou při výrobě a dodávce zařízení spolupracovala také společnost ZAT. Podíl českých a maďarských dodávek v tomto projektu dosahoval 80:20 %.
Do Maďarska byly dodány systémy pro řízení výkonu reaktoru, které řídí pohony všech regulačních mechanismů, zajišťují měření jejich polohy a zobrazení těchto údajů v blokové dozorně, a vypínače. V roce 2016 byly vyměněny systémy v 2. bloku Pakse, v roce 2017 systémy 1. bloku, v roce 2018 ve 3. bloku a v roce 2019 nakonec systémy 4. bloku. V roce 2020 ještě probíhaly poslední úpravy simulátoru pro výcvik obsluhy.

## Jaderná elektrárna Paks II

### Původní plány
První plány na rozšíření elektrárny se objevily v 80. letech a mělo jít o dva bloky VVER-1000/320. Příprava byla téměř hotová, ale v roce 1989 byl projekt zrušen kvůli poklesu spotřeby elektřiny. Začátkem 21. století se na projektu začalo pracovat, nové bloky mají nahradit ty dosluhující.

### Příprava projektu
V březnu 2009 schválil maďarský parlament většinou hlasů (95,4 %) zahájení přípravy výstavby nových jaderných bloků. Byli osloveni různí zájemci, a nakonec byl z technických důvodů a kvůli možnostem financování vybrán projekt VVER-1200 nabízený ruským Rosatomem. V lednu 2014 byla mezi Maďarskem a Ruskem podepsána mezivládní dohoda, která měla původně zůstat 30 let tajná, v roce 2019 bylo rozhodnutím soudu nařízeno odtajnění. Na jejím základě budou v jaderné elektrárně Paks postaveny dva nové bloky o výkonu 1200 MWe, a v únoru téhož roku dohoda o poskytnutí mezistátní půjčky od Ruska, která bude financovat 80 % nákladů (zhruba 10 miliard eur). V prosinci 2014 byly podepsány tři realizační dohody: EPC kontrakt, smlouva o údržbě budoucích bloků a smlouva o dodávkách paliva. Cena projektu měla být fixována kontraktem a Maďarsko začne půjčku podle změny z roku 2019 splácet až po uvedení obou nových bloků do provozu.
V září 2016 projekt získal kladné stanovisko dopadu na životní prostředí. Do projektu se měly zapojit i velcí světoví dodavatelé komponent pro jaderné elektrárny. Řídicí systémy mělo dodat francouzsko-německo-ruské konsorcium (francouzský Framatome, německý Siemens a ruská společnost Rusatom Automated Control Systems ze struktury Rosatomu). Smlouva byla podepsána v říjnu 2019 na základě otevřeného výběrového řízení. Turbínu měla dodat GE Hungary, maďarská pobočka americké společnosti General Electric. Smlouva v hodnotě 793 milionů eur byla podepsána v lednu 2018.

### Vyšetřování Evropské komise
V březnu 2015 byly zveřejněny informace o tom, že smlouvu o dodávkách paliva pro nové bloky prověřuje evropská agentura Euratom Supply Agency (ESA) spadající pod organizaci Euratom, která zkoumá zda odpovídá evropským zákonům. V dubnu 2015 bylo schváleno nové znění smlouvy, podle kterého Rosatom dodá palivo pro první zavážku aktivní zóny během spouštění a další palivo bude dodávat prvních 10 let provozu nových bloků.
V listopadu 2015 bylo spuštěno vyšetřování ze strany Evropské komise, které prověřovalo, zda projekt neobsahuje nedovolenou státní podporu. Na to navázala další vyšetřování, která zkoumala soulad systému udílení zakázek, uzavření přímé dohody mezi Maďarskem a Rosatomem, technických a technologických parametrů projektu a systému utajování důvěrných informací obsažených v mezivládní dohodě s pravidly Evropské unie.
Jedním z výsledků těchto procesů je úplné oddělení nových bloků od stávající jaderné elektrárny. Nové bloky proto byly vyčleněny do společnosti Paks II Zrt., která je funkčně a právně oddělena od všech státních energetických podniků a případné zisky budou použity pouze ke splácení investice, běžným provozním nákladům a investicím do nových bloků, ne však do starších bloků VVER-440. Dále Evropská komise požadovala, aby 55 % soutěží na dodávku komponent a služeb probíhalo podle evropských pravidel.
Poslední řízení skončilo v březnu 2017 a Evropská komise potvrdila, že projekt sice obsahuje státní podporu, ale že jde o přiměřenou a omezenou podporu odpovídající evropským pravidlům.
Vyšetřování mělo ještě soudní dohru, protože Rakousko podalo žalobu u Soudního dvora Evropské unie. Žaloba byla namířena na rozhodnutí Evropské komise o přípustnosti státní podpory při výstavbě nových bloků.

### Stav po roce 2020
Příprava staveniště začala přeložením teplovodu pro vytápění přilehlého města tak, aby nevedl přes pozemky budoucích bloků VVER-1200. Dále zde vznikla 25MW elektrárna pro zajištění energetických potřeb staveniště, kancelářských budov a kantýny. V roce 2020 začala stavba betonárky, budovy pro montáž betonářských výztuží a dalších pomocných staveb. V červnu 2020 byla maďarskému jadernému dozoru (OAN) podána žádost o stavební povolení. Jeho ředitel v dubnu 2021 rezignoval, podle některých spekulací z důvodu tlaků, aby byl k projektu vstřícný a toleroval nedostatky v předložených dokumentech. Dne 26. srpna 2022 vydal regulátor (OAN) licenci ke stavbě dvou bloků JE Paks II, na základě čehož byly v září 2022 zahájeny výkopové práce na základové jámě prvního bloku.
V dubnu 2023 byl uzavřen tajný dodatek k rusko-maďarské smlouvě, podle některých informací upravuje načasování a zvyšuje cenu projektu.
6. července 2023 začala být budována metr silná a 32 metrů hluboká podzemní betonová stěna, která zabrání podzemní vodě zaplavit staveniště. Podzemní zábrana bude mít délku 2500 metrů. 18. srpna 2023 přineslo několik zdrojů informaci o tom, že Maďarsko a Rusko podepsaly dokumenty umožňující posun výstavby nových bloků maďarské jaderné elektrárny Paks II do fáze bezprostředního zahájení stavebních prací. Tento podpis znamenal konec přípravných prací a začátek stavebních prací.
V červenci 2024 byl Rosatom zařazen na sankční seznam Evropské unie, maďarská vláda si však vynutila výjimku pro projekt Paks II. V listopadu 2024 byl navržen zákon umožňující nárůst vysoutěžené ceny projektu. Ta se má z 12,5 mld. eur zvýšit na min. 20 mld. eur.
Betonování základů má začít v roce 2025.

### České firmy
O rozšiřování jaderné elektrárny Paks měly zájem české firmy a chtěly by se na něm dodavatelsky podílet. Svůj zájem pro ČTK projevily Armatury Group, Arako, Sigma Group, Kabelovna Kabex, Škoda JS a ZAT. Spolupráci českého a maďarského jaderného průmyslu mělo posílit i memorandum o porozumění podepsané mezi Aliancí české energetiky a Sdružením maďarského strojírenského a energetického průmyslu (Magyar Gépipari és Energetikai Országos Szövetség – MAGEOSZ) v listopadu 2019.

## Informace o reaktorech
| Blok      | Typ reaktoru  | Výkon   | Výkon   | Zahájení výstavby | Připojení k síti | Uvedení do provozu | Plánované odstavení |
| Blok      | Typ reaktoru  | Čistý   | Hrubý   | Zahájení výstavby | Připojení k síti | Uvedení do provozu | Plánované odstavení |
| --------- | ------------- | ------- | ------- | ----------------- | ---------------- | ------------------ | ------------------- |
| Paks-1    | VVER-440/213  | 479 MW  | 509 MW  | 1. 8. 1974        | 28. 12. 1982     | 10. 8. 1983        | 2053                |
| Paks-2    | VVER-440/213  | 479 MW  | 506 MW  | 1. 8. 1974        | 6. 9. 1984       | 14. 11. 1984       | 2054                |
| Paks-3    | VVER-440/213  | 479 MW  | 506 MW  | 1. 10. 1979       | 28. 9. 1986      | 1. 12. 1986        | 2056                |
| Paks-4    | VVER-440/213  | 479 MW  | 506 MW  | 1. 10. 1979       | 16. 8. 1987      | 1. 11. 1987        | 2057                |
| Paks II-1 | VVER-1200/491 | 1114 MW | 1200 MW | 2025              |                  | 2032               |                     |
| Paks II-2 | VVER-1200/491 | 1114 MW | 1200 MW | 2025              |                  |                    |                     |